# الویر بولیچ
الویر بولیچ (انگلیسی: Elvir Bolić؛ زادهٔ ۱۰ اکتبر ۱۹۷۱) بازیکن فوتبال اهل بوسنی و هرزگوین است که در پست مهاجم بازی می‌کرد. او بیشتر دوران ۱۸ ساله حرفه‌ای خود را در ترکیه گذراند و در هفت باشگاه از جمله گالاتاسرای و فنرباغچه بازی کرد.
وی همچنین در تیم ملی فوتبال بوسنی و هرزگوین بازی کرده‌است.